# Parlamentswahl in Namibia 2009
Die Parlamentswahl in Namibia 2009, d. h. die Wahl zur namibischen Nationalversammlung, fanden am 27. und 28. November 2009 zusammen mit der Präsidentschaftswahl statt. Namibier zur See und im Ausland durften bereits am 13. November 2009 wählen.
Die Registrierung der etwa 1 Million Wähler lief von Juni 2009 und wurde am 30. September 2009 abgeschlossen. Für die Abgabe der Stimmen standen 997 feste und 2213 mobile Wahlstationen zur Verfügung.
Die Wahlbeteiligung war extrem hoch (angeblich um 95,8 %), obwohl laut einer Meinungsumfrage von 2009 zu den "Einstellungen der Namibier zu Politik und Wahlen" die Bevölkerung unzufrieden ist mit den politischen Parteien; zentrale Probleme wie Bildung, Arbeitslosigkeit und Gesundheitsversorgung würden nur unzureichend angegangen.

## Wahlergebnis
Das amtliche Endergebnis wurde am 4. Dezember 2009 bekannt gegeben.
- COD: 1
- SWANU: 1
- SWAPO: 54
- APP: 1
- RDP: 8
- UDF: 2
- Ernannte: 6
- NUDO: 2
- DTA: 2
- RP: 1

| Partei                                                | Stimmen | Stimmenanteile | Veränderung zu 2004 | Sitze | Veränderung zu 2004 |
| ----------------------------------------------------- | ------- | -------------- | ------------------- | ----- | ------------------- |
| SWAPO                                                 | 602.580 | 74,29 %        | −0,81 % ▼           | 54    | −1 ▼                |
| Rally for Democracy and Progress (RDP)                | 90.556  | 11,16 %        | neu                 | 8     | neu                 |
| DTA of Namibia (DTA)                                  | 25.393  | 3,13 %         | −1,87 % ▼           | 2     | −3 ▼                |
| National Unity Democratic Organisation (NUDO)         | 24.422  | 3,01 %         | −0,99 % ▼           | 2     | −1 ▼                |
| United Democratic Front (UDF)                         | 19.489  | 2,40 %         | −1,1 % ▼            | 2     | −1 ▼                |
| All People’s Party (APP)                              | 10.795  | 1,33 %         | neu                 | 1     | neu                 |
| Republican Party of Namibia (RP)                      | 6.541   | 0,81 %         | −1,09 % ▼           | 1     | ±0                  |
| Congress of Democrats (COD)                           | 5.375   | 0,66 %         | −6,54 % ▼           | 1     | −4 ▼                |
| SWANU of Namibia (SWANU)                              | 4.989   | 0,62 %         | +0,22 % ▲           | 1     | +1 ▲                |
| Monitor Action Group (MAG)                            | 4.718   | 0,58 %         | −0,22 % ▼           | –     | −1 ▼                |
| Demokratische Partei von Namibia (DPN)                | 1.942   | 0,24 %         | neu                 | –     | neu                 |
| Namibische Demokratische Bewegung für Wandel (NamDMC) | 1.770   | 0,22 %         | −0,28 ▼             | –     | ±0                  |
| Nationaldemokratische Partei (NDP)                    | 1.187   | 0,15 %         | neu                 | –     | neu                 |
| Kommunistische Partei Namibia (CP)                    | 810     | 0,10 %         | neu                 | –     | neu                 |
| ungültige Stimmen                                     | 10.576  | 1,30 %         |                     |       |                     |
| durch Präsidenten ernannt                             |         |                |                     | 6     |                     |
| Insgesamt (Wahlbeteiligung ? %)                       | 800.567 | 100 %          |                     | 78    |                     |

Quelle: Wahlkommission Namibias, Stand: 4. Dezember 2009

### Nach Wahlkreisen
- Parlamentswahl in Namibia 2009/Wahlkreise